# Airlinair

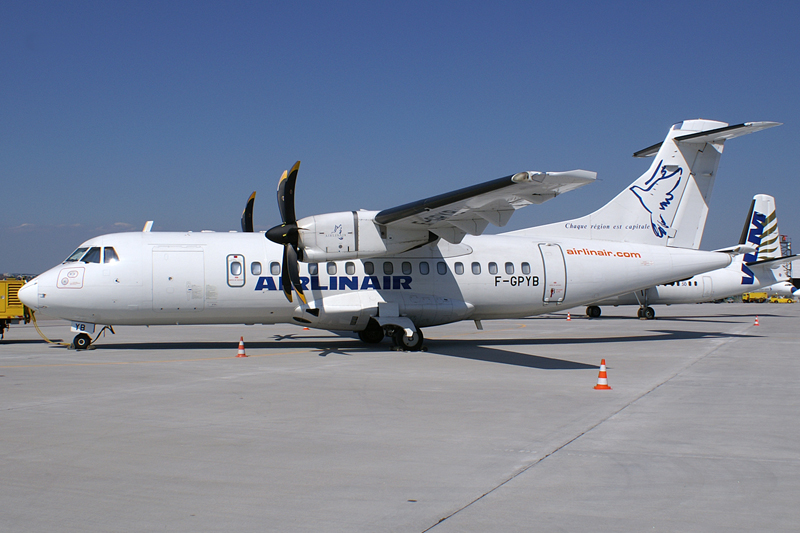
ATR-42 da Airlinair.

A Airlinais foi uma companhia francesa de aviação regional. A empresa operava voos em regime de wet lease para outras empresas, como a Air France, hoje incorporada a Hop!